# Josip Tončić-Sorinj
Josip Tončić pl. Sorinj (* 16. studenog 1847. u Rabu; † 17. srpnja 1931. u Splitu) bio je dalmatinski novinar, političar i zamjenik namjesnika Dalmacije.

## Život
Tončić potječe iz obrtničke obitelji s otoka Raba. Unatoč skromnom porijeklu studirao je i već se u mladosti počeo baviti politikom. Tadašnja Dalmacija bila je pod utjecajem sukoba između hrvatskih Narodnjaka, koji su se zalagali s hrvatske nacionalne interese, i Autonomaša, koji su se zalagali za autonomiju Dalmacije pod očuvanjem talijanskog službenog jezika. Tončić je bio uvjeren Narodnjak, te se prema tome zalagao za ujedinjenje Dalmacije s Hrvatskom i Slavonijom. Već kao mlad čovjek objavio je članak za Hrvatski narodni preporod u časopisu ll Nazionale koji je izlazio u Zadru i čiji je urednik bio. Napisao je članak "Kossuth e Deal", radi kojeg je uhićen i 1982. osuđen. Protiv njega i izdavača vodio se poznati Processo del Nazionale, što je bilo okidač za priznanje hrvatskog jezika a time i položaja Stranke hrvata, nacionalne stranke.
Nakon što je pušten na slobodu nije više smio studirati u Austriji, pa je upisao Višu školu u Beogradu. Tamo se zaposlio u srpskom Ministarstvu vanjskih poslova i naposljetku postaje tajnik srpskog predsjednika Vlade Jovana Ristića. Vrativši se u Zadar postaje glavni urednik "Zemljak"-a i 1877. ulazi u upravnu službu. Glavni motiv za to mu je bilo jačanje hrvatskog elementa u upravnoj službi i tako postaje jedan od rijetkih hrvata u upravi, u kojoj su dominirali službenici koji su njemački ili talijanski govornici. Gradio je karijeru kao okružni poglavar Hvara, Splita, Šibenika, Dubrovnika i naposljetku Zadra. Od 1906. do 1911. bio je zamjenik namjesnika Dalmacije. Namjesnik je bio Niko Nardelli koji vuče korijene s Korčule, i koji je od ljeta 1907. iz zdravstvenih razloga samo ograničeno obnašao svoju dužnost. Tako je velikim dijelom Tončić obnašao tu dužnost: „Gospodin Niko je namjesnik u ovoj zemlji, ali činjenica je da netko drugi brine o ovoj „provinciji“ kad je sunčano ili kišovito, da netko drugi drži sve konce u politici i da nije samo zato zadobio oštre obrise. Taj netko je dobro poznat, to je već spomenuti dvorski savjetnik u namjesništvu.“ Najveći uspjeh namjesnika Nardelli/Tončić svakako je bilo uvođenje hrvatskog jezika kao unutarnji službeni jezik Dalmacije. 
Dodijeljenjem titule plemića od Sorinja 1911. godine ulazi u plemićki stalež. Nakon raspada Austro-Ugarske Monarhije postaje predsjednik narodnog vijeća u Zadru i zajedno s dalmatinskim političarima Edom Bulatom i Jurjem Bianchinijem 1918. godine proglašava ujedinjenje Dalmacije s Hrvatskom, u čijem glavnom gradu Zagrebu se tada formirala država Slovenaca, Hrvata i Srba, no koja je kasnije pregažena razvojem događaja u Beogradu. Radi njegovog beskompromisnog otpora talijanskoj okupaciji 1918./1919. talijani su ga, u dobi od 70 godina, uhitili te je proveo nekoliko mjeseci u pritvou i biva deportiran u Perugiju. Nakon što je Zadar  rapalskim ugovorom kao enklava 1920. dodijeljen Italiji, preselio se u Split, gdje je 17. srpnja 1931. umro.
Josip Tončić-Sorinj bio je otac Kamila Tončić-Sorinja, te djed kasnijeg austrijskog ministra vanjskih poslova Luje Tončić-Sorinja, koji početkom 1990ih godina u konačnici igra aktivnu i odlučujuću ulogu pri proglašenju neovisnosti Hrvatske i razvoja koji su uslijedili.